# Barokní gotika

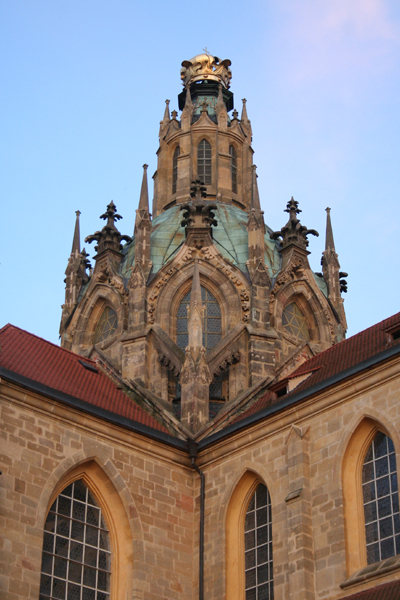
Kostel Nanebevzetí Panny Marie v Kladrubech

Barokní gotika nebo též gotizující baroko je jedinečný architektonický sloh, který spojuje dynamické baroko s výrazovými prostředky gotiky. Jejím tvůrcem a nejvýraznějším představitelem byl český architekt Jan Blažej Santini-Aichel.
Po konci třicetileté války se české země pozvolna vzpamatovávaly z válečných útrap včetně starých klášterů. Základní obnovu klášterních panství následovala ke konci 17. století obnova a rozvoj samotných opatství. Některé kláštery při rekonstrukci svých chrámů žádaly zachování kontinuity se středověkými stavbami, aby proti novým protireformačním řádům demonstrovaly vlastní starobylost. V jiných případech, vzhledem k omezeným klášterním zdrojům, bylo nutné staré (gotické) stavby pouze obnovit a přizpůsobit novým potřebám.

## Jan Santini
Pro Jana Santiniho, který s pražskou gotickou katedrálou sv. Víta vyrůstal (jeho otec i děd na výstavbě Pražského hradu pracovali), gotiku nepovažoval za starý a překonaný módní trend, ale způsob konstrukce, a na svých vandrovních cestách byl okouzlen náznaky gotiky v barokních stavbách, byly takové tendence požehnáním. V první třetině 18. století tak v Čechách vznikla řada historizujících staveb. Přesto nelze mluvit o pouhém kopírování nalezených původních vzorů – jsou rozšiřovány o prvky zahraniční pozdní gotiky, dále rozvíjeny a kombinovány s prvky odpovídající současnosti. Mezi nejkrásnější ukázky patří klášterní kostely v Želivi a v menší míře v Křtinách, přestavba kostela Nanebevzetí Panny Marie v kladrubském klášteře, obnova chrámu Nanebevzetí Panny Marie v Sedlci u Kutné Hory a především novostavba kostela sv. Jana Nepomuckého na Zelené hoře u Žďáru nad Sázavou.

## Octavio Broggio

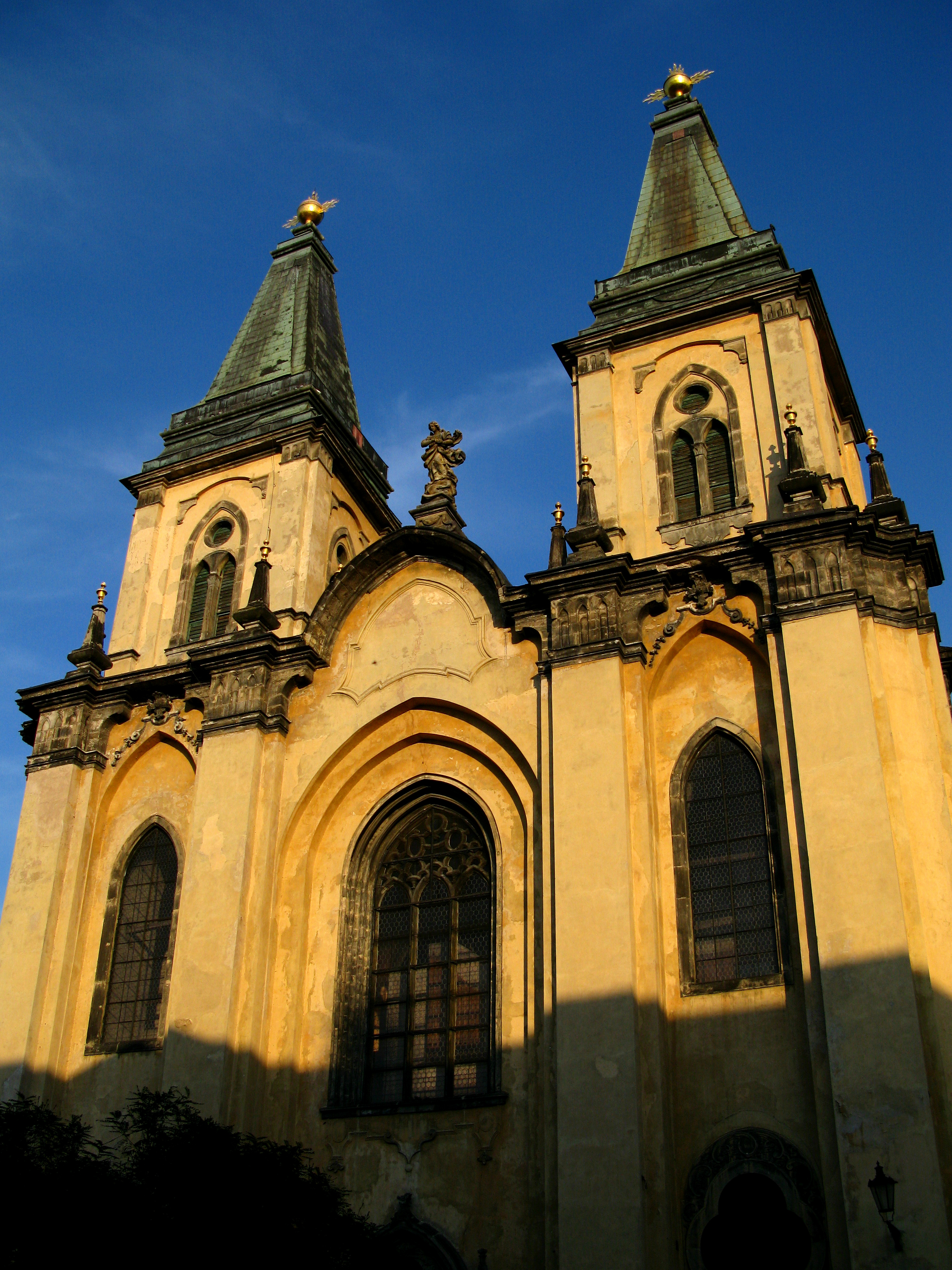
Kostel Narození Panny Marie v Roudnici nad Labem

Mezi další architekty barokní gotiky patří i Octavio Broggio, který byl Santinim silně ovlivněn. Jeho největším dílem tohoto směru je kostel Narození Panny Marie v Roudnici nad Labem. Ač převážně barokní architekt, i Broggio zde dokázal pochopit a uchovat odkaz gotiky.